# Cencher
Cencher (mong. Цэнхэр сум) – jeden z 19 somonów ajmaku północnochangajskiego położony w jego południowej części. Siedzibą administracyjną somonu jest Altan-Owoo znajdujący się 424 km od stolicy kraju, Ułan Bator i 29 km od stolicy ajmaku, Cecerlegu. W 2010 roku somon liczył 4692 mieszkańców.

## Gospodarka
Występują tu złoża rudy żelaza, kamieni szlachetnych i wolframu. Usługi: szkoła, szpitale, domy wypoczynkowe.

## Geografia
W południowej somonu części rozciągają się pasma Changaju, m.in. Suwrag Chajrchan uul (3180 m n.p.m.). W północnej części ciągną się doliny rzek Tamir gol, Cencher gol i ich dopływy. Poza tym jeziorka, źródła gorącej i zimnej wody mineralnej. Obszar znajduje się w strefie surowego klimatu kontynentalnego. Średnie temperatury stycznia wynoszą od -20 do -22, natomiast czerwca między 12 a 20 °C. Średnie roczne sumy opadów wynoszą 300 – 400 mm.

## Fauna
Na terenie somonu występują m.in. lisy, wilki, manule, zające, sarny, dzikie owce, capry i  świstaki syberyjskie.